# Белянка (Башкортостан)
Белянка (баш. Билән) — село в Белокатайском районе Республики Башкортостан России. Центр Белянковского сельсовета.

## Географическое положение
Находится на реке Белянке в месте её впадения в реку Уфу.
Расстояние до:
- районного центра (Новобелокатай): 53 км,
- ближайшей ж/д станции (Нязепетровская): 33 км.

## История
Являлось центром Кущинского кантона.

## Население
| 2002 | 2009 | 2010 |
| ---- | ---- | ---- |
| 883  | ↗941 | ↘853 |

Согласно переписи 2002 года, преобладающая национальность — башкиры (87 %).

## Радио
- 101,7 МГц — Спутник 107 ФМ;
- 103,0 МГц — Юлдаш.

## Религия
В селе есть мечеть.

## Известные люди
- Сунарчин, Аваль Хаджаевич (1911—1995) — управляющий трестом «Востокнефтепроводстрой», Герой Социалистического Труда, участник Великой Отечественной войны, заслуженный строитель РСФСР (1973).